# Final Fantasy Legend III
Final Fantasy Legend III (яп. 時空の覇者 Sa・Ga3 [完結編] Дзику но Хаса Сага3 [Канкэцу хэн], «Владыка времени и пространства: Заключительная глава») — японская ролевая игра, разработанная и выпущенная компанией Square для портативного устройства Game Boy в декабре 1991 года, третья часть серии SaGa. На территории Северной Америки выходила дважды, сначала в 1993 году при участии дочернего подразделения Square America, потом была переработана студией Sunsoft и переиздана в 1998 году. Как и в случае своих предшественниц, The Final Fantasy Legend и Final Fantasy Legend II, английская версия отнесена локализаторами к более популярной тогда серии Final Fantasy, хотя в действительности не имеет с ней практически ничего общего. В 2011 году у игры появился существенно улучшенный полностью трёхмерный ремейк с сел-шейдерной анимацией под названием SaGa 3 Jikū no Hasha: Shadow or Light, к сюжету при этом добавились некоторые детали, а музыкальное сопровождение обновилось современными аранжировками.

## Геймплей
Основные элементы геймплея остались прежними, хотя разработкой на сей раз руководил новичок Тихиро Фудзиока, который вместе с Рюдзи Сасаи также принимал участие и в написании музыки для саундтрека. Существенным отличием от предыдущих частей стала гибкая система выбора классов персонажей. Если раньше специализацию нужно было выбрать в самом начале, и на протяжении всей игры она оставалась неизменной, то теперь герои в любое время могут изменять класс посредством поедания мяса монстров, имплантирования частей побеждённых в сражениях киборгов и роботов.

## Сюжет
Сеттинг Final Fantasy Legend III сочетает сказочные фентэзийные элементы с научной фантастикой, в центре сюжета — команда из трёх персонажей, которые на большом воздушном корабле путешествуют во времени из будущего в прошлое, чтобы предотвратить глобальную катастрофу, ведущую за собой уничтожение всего мира. В ходе развития повествования к ним присоединяются некоторые другие герои, проникшиеся нависшей над миром угрозой и согласившиеся оказать посильную помощь. Перевод игры на английский язык осуществил Тед Вулси, причём данная локализация стала первым его сотрудничеством с компанией Square.

## Отзывы
| Сводный рейтинг           | Сводный рейтинг            |
| Агрегатор                 | Оценка                     |
| ------------------------- | -------------------------- |
| GameRankings              | 71 %                       |
| Иноязычные издания        |                            |
| Издание                   | Оценка                     |
| EGM                       | 32 / 40                    |
| IGN                       | 7 / 10                     |
| Nintendo Power            | 3,35 / 5                   |
| Награды                   |                            |
| Издание                   | Награда                    |
| Pocket Games              | 8th Best Game Boy Game     |
| Electronic Gaming Monthly | Editor's Choice Gold Award |

Игра удостоилась в основном сдержанных положительных отзывов, так, агрегатор рецензий GameRankings выставил ей рейтинг в 75 %. Американский журнал Electronic Gaming Monthly назвал её «хорошей ролевой игрой» и «несомненно удачным приобретением», журналисты похвалили качественные графику и сюжет, присвоили оценку в восемь баллов из десяти и присудили третьей части золотую награду в своей номинации Editor’s Choice Award. Nintendo Power согласился с их мнением, отметив, что для ролевой игры на Game Boy графика и глубина находятся на превосходном уровне, а среди отрицательных качеств назвал излишнюю схожесть с предыдущими частями серии: «не надейтесь найти в этой игре что-либо новое». Портал IGN раскритиковал несовершенный саундтрек, хотя в итоге пришёл к выводу, что музыка всё же лучше, чем в большинстве подобных игр для Game Boy.